# Bolor Ganbold
Bolor Ganbold (tiếng Mông Cổ: Ганболд Болор; sinh năm 1976) là một nữ tướng lĩnh người Mông Cổ. Bà là một trong những nữ tân binh đầu tiên thuộc Lực lượng Vũ trang Mông Cổ, vào năm 2022 bà trở thành người phụ nữ đầu tiên trong lịch sử Mông Cổ được phong quân hàm chuẩn tướng.

## Đầu đời và huấn luyện
Bolor lớn lên ở Ulaanbaatar, bà tốt nghiệp Trường trung học số 33 năm 1994. Bà là thành viên của đội quân nữ tân binh đầu tiên được nhận vào Đại học Quân sự Mông Cổ (nay là Đại học Quốc phòng), sau đó trường này bắt đầu tuyển nữ giới vào năm 1994. Bolor tốt nghiệp đại học năm 1999.
Bolor được huấn luyện tại Đại học Chỉ huy và Tham mưu Không quân ở Montgomery, Alabama, Hoa Kỳ từ năm 2010 đến năm 2011.

## Binh nghiệp
Sau khi tốt nghiệp vào năm 1999, Bolor làm kỹ sư điện trong Lực lượng Vũ trang Mông Cổ. Từ năm 2003 đến năm 2007, bà là giáo viên cho những tân binh, từ năm 2007 đến năm 2010 bà đứng đầu Trung tâm Đào tạo Ngoại ngữ.
Năm 2010, Bolor được triển khai theo Phái bộ Liên Hợp Quốc tại Cộng hòa Trung Phi và Chad, trở thành nữ quân nhân gìn giữ hòa bình Mông Cổ đầu tiên tham gia sứ mệnh. Năm 2013, bà giữ vai trò lãnh đạo trong Phái bộ Liên Hợp Quốc tại Nam Sudan. Sau khi triển khai, Bolor phục vụ với tư cách là Nhân viên Gìn giữ Hòa bình trong cục Gìn giữ Hòa bình Liên Hợp Quốc, hoạt động tại Thành phố New York từ năm 2015 đến 2017.
Ngày 18 tháng 3 năm 2022, nhân dịp Ngày quân sự Mông Cổ, Bolor được Tổng thống Mông Cổ Ukhnaagiin Khürelsükh phong quân hàm chuẩn tướng. Bolor là người phụ nữ đầu tiên đạt danh hiệu này, đây là cấp bậc cao nhất trong quân đội Mông Cổ.
Từ năm 2022, Bolor là người đứng đầu Cục Huấn luyện Quân sự và Giáo dục thuộc Lực lượng Vũ trang Mông Cổ.

## Khen thưởng
Vào tháng 3 năm 2023, Bolor là một trong những người nhận Giải quốc tế cho Phụ nữ dũng cảm. Bà được vinh danh bởi Ngoại trưởng Hoa Kỳ Antony Blinken và Đệ Nhất Phu nhân Jill Biden. Sau đó, Bolor tham gia Chương trình Du khách Lãnh đạo Quốc tế.